# パルマヒム空軍基地
パルマヒム空軍基地（パルマヒムくうぐんきち、ヘブライ語: פלמחים, ラテン文字転写：Palmahim/Palmachim, パルマチン空軍基地、パルマチム空軍基地とも）は、イスラエルにある空軍基地・ロケット発射場である。イスラエル空軍 第30航空団（30th Wing, Canaf 30）の飛行隊が所属する。

## 概要
パルマヒム空軍基地は、テルアビブの南の地中海岸の、リション・レジオン市とヤブネ市の近傍に1960年代に建設され、付近にあるキブツ・パルマヒムにちなんで名づけられた。パルマヒムというキブツは、イギリス委任統治領パレスチナで活動したユダヤ人の軍事組織であるハガナーの精鋭部隊、パルマッハ（突撃隊）の元隊員たちが、地中海沿いの砂丘に1949年に建設したものである。
イスラエル航空宇宙軍（イスラエル空軍）・イスラエル宇宙局が使用する。滑走路は03/21（2,403m）と13/31（803m）の二本。ヘリコプターおよび無人航空機による飛行隊、および弾道弾迎撃ミサイル・アローを装備する部隊が配備されており、アローミサイルの試験場もある。また人工衛星打ち上げロケット・シャヴィトの打ち上げ基地としても活用され、1988年のオフェク1以来、偵察衛星オフェクシリーズがここで打ち上げられている。通常、ロケットは地球の自転を利用するために東向きに発射されるが、海が西側にあるパルマヒム基地では、ロケットの残骸を周囲のアラブ諸国や自国領土に落とさない配慮もあり、西に向けて発射されている。
また、イスラエル空軍所属の特殊コマンド部隊シャルダグは、1981年にサイェレット・マトカルから独立して以来、パルマヒム空軍基地を拠点としている。
テルアビブの海岸沿いにある国内線用のスデ・ドブ空港は、将来は廃止され宅地開発されることになっているが、同空港が廃止された場合の空軍部隊の移転先はパルマヒム基地になることが2007年7月に決定されている。

## 飛行隊
- 第123飛行隊（デザートバード・スコードロン、The Desert Birds Squadron）- UH-60L/S-70A-50
- 第124飛行隊（ローリング・ソード・スコードロン、The Rolling Sword Squadron） – UH-60L/S-70A-50
- 第151飛行隊（ヤナット・スコードロン、The Yanat Squadron） – 軍用ミサイルの試験を行うテスト部隊
- 第160飛行隊（ノーザン・コブラ・スコードロン、The Northern Cobra Squadron） – MD 500、AH-1F Tzefa
- 第161飛行隊（ブラック・スネーク・スコードロン、The Black Snake Squadron） – エルビット ヘルメス450 (無人航空機)

MD 500、AH-1F Tzefaを運用していた時代には、サウザン・コブラ・スコードロン（The Southern Cobra Squadron）と呼ばれていた。
- 第166飛行隊（スパーク・スコードロン、The Spark Squadron） – エルビット ヘルメス450 (無人航空機)
- 第200飛行隊（UAVスコードロン、The UAV Squadron） – IAI サーチャー、IAI ヘロン (無人航空機)